# 628

## Narození
- 21. července – Kao-cung, císař Říše Tchang († 683)
- Jan Maron, syrský mnich a patriarcha († 707)
- Přibližné datum
  - Benedikt Biskop, anglosaský opat († 690)
  - Getruda z Nivelles, australská abatyše († 659)

## Úmrtí
- 22. ledna – Anastasius z Persie, mnich
- 28. února – Husrav II., král Perské říše
- 15. dubna – císařovna Suiko Japonská
- 3. června – Liang Š'-du, vůdce rebelů
- Babaj Veliký, církevní otec a teolog
- Tu Jan, kancléř dynastie Tchang
- Kavád II., král Sásánovské říše
- Li Ta-ši, čínský úředník a historik (* 570)
- Širín, manželka Husrava II. (přibližné datum)
- Theodelinda, královna Langobardů

## Hlavy států
- Papež – Honorius I. (625–638)
- Sámova říše – Sámo (623–659)
- Byzantská říše – Herakleios (610–641)
- Franská říše – Chlothar II. (584–629)
  - Austrasie – Dagobert I. (623–634) + Pipin I. (majordomus) (623–629)
- Anglie
  - Wessex – Cynegils (611–643) + Cwichelm (626–636)
  - Essex – Sigeberht I. Malý (617–653)
- Bulharsko – Urgan (610/617–630)
- Perská říše – Husrav II. (590, 591–628) » Kavád II. (628) » Ardašír III. (628–630)